# Джузеппе Грезар (стадион)
«Джузе́ппе Греза́р» (итал. Stadio Giuseppe Grezar), также известный как «Литторио» (итал. Stadio Littorio), — многофункциональный стадион в городе Триест, Италия. Был построен в 1932 году, в 2005—2013 годах подвергся серьёзной реконструкции, с переориентацией арены с футбольной спецификации на легкоатлетическую. Являлся одной из арен чемпионата мира по футболу 1934 года. На протяжении 1932—1994 годов выступал в качестве домашнего стадиона для клуба «Триестина».

## История
Стадион, названный «Литторио» и рассчитанный на 25 000 зрителей, был торжественно открыт 29 сентября 1932 года матчем между клубами «Триестина» — Наполи, завершившимся со счётом 2:2. Арена строилась специально к чемпионату мира по футболу 1934 года и в рамках турнира приняла один матч первого раунда между сборными Чехословакии и Румынии, счёт 0:1. После падения режима Муссолини в 1943 году стадион был переименован в «ди Вальмаура» (итал. Stadio di Valmaura), по одноимённому району города, в котором он располагался. Помимо домашних матчей «Триестины», на стадионе игрались поединки национальной сборной Италии, как первой так и молодёжных составов. В 1955 году сборная Италии принимала на «ди Вальмаура» сборную Турции, счёт 1:1. В 1963 и 1968 годах стадион становился местом проведения чемпионатов Италии по лёгкой атлетике.
В 1967 году арена была переименована в честь футболиста Джузеппе Грезара, игрока сборной Италии, погибшего в авиакатастрофе в Суперга в мае 1949 года. В 1968 и 1971 годах на арене играла свои поединки молодёжная сборная Италии. В 1983 году на «Джузеппе Грезаре» состоялась игра между сборными Италии и Чехословакии, 2:1. Рекорд посещаемости стадиона был установлен 1 декабря 1974 года на матче итальянской серии D между клубами «Триестина» — Понциана, счёт 0:1, игру посетило 20360 зрителей.
В 1994 году после переезда команды «Триестина» на новый стадион «Нерео Рокко» (итал. Stadio Nereo Rocco), арена используется для матчей региональных любительских лиг. В 2005 году муниципалитет Триеста принял решение о переориентации стадиона для нужд лёгкой атлетике, в 2013 году реконструкция была завершена.